# Championnat du monde de motocross 2005
Navigation
Édition précédente Édition suivante
Le championnat du monde de motocross 2005 compte 17 Grand-Prix.

## Grands Prix de la saison 2005

### MX1 et MX2
| Manche | Date              | Grand Prix                       | Lieu                                          | Classe | 1ère manche        | 2ème manche        | Vainqueur          |
| 1      | 3 avril 2005      | Grand Prix des Flandres          | Zolder                                        | MX1    | Stefan Everts      | Joël Smets         | Stefan Everts      |
| 1      | 3 avril 2005      | Grand Prix des Flandres          | Zolder                                        | MX2    | Tyla Rattray       | Tyla Rattray       | Tyla Rattray       |
| 2      | 17 avril 2005     | Grand Prix d'Espagne             | Bellpuig                                      | MX1    | Mickaël Pichon     | Joël Smets         | Ben Townley        |
| 2      | 17 avril 2005     | Grand Prix d'Espagne             | Bellpuig                                      | MX2    | Antonio Cairoli    | Billy McKenzie     | Alessio Chiodi     |
| 3      | 24 avril 2005     | Grand Prix du Portugal           | Agueda                                        | MX1    | Stefan Everts      | Mickaël Pichon     | Stefan Everts      |
| 3      | 24 avril 2005     | Grand Prix du Portugal           | Agueda                                        | MX2    | Antonio Cairoli    | Antonio Cairoli    | Antonio Cairoli    |
| 4      | 8 mai 2005        | Grand Prix de Belgique           | Namur                                         | MX1    | Brian Jorgensen    | Stefan Everts      | Stefan Everts      |
| 4      | 8 mai 2005        | Grand Prix de Belgique           | Namur                                         | MX2    | Antonio Cairoli    | Stephen Sword      | Andrew MacFarlane  |
| 5      | 15 mai 2005       | Grand Prix d'Europe              | Teutschenthal                                 | MX1    | Mickaël Pichon     | Mickaël Pichon     | Mickaël Pichon     |
| 5      | 15 mai 2005       | Grand Prix d'Europe              | Teutschenthal                                 | MX2    | Andrew MacFarlane  | Davide Guarneri    | Andrew MacFarlane  |
| 6      | 29 mai 2005       | Grand Prix du Japon              | Sugo                                          | MX1    | Mickaël Pichon     | Stefan Everts      | Stefan Everts      |
| 6      | 29 mai 2005       | Grand Prix du Japon              | Sugo                                          | MX2    | Antonio Cairoli    | Billy McKenzie     | Billy McKenzie     |
| 7      | 6 juin 2005       | Grand Prix de Grande-Bretagne    | Matchams Park                                 | MX1    | Stefan Everts      | Stefan Everts      | Stefan Everts      |
| 7      | 6 juin 2005       | Grand Prix de Grande-Bretagne    | Matchams Park                                 | MX2    | Carl Nunn          | Andrew MacFarlane  | Andrew MacFarlane  |
| 8      | 12 juin 2005      | Grand Prix d'Italie              | Castiglione Del Lago                          | MX1    | Ben Townley        | Ben Townley        | Ben Townley        |
| 8      | 12 juin 2005      | Grand Prix d'Italie              | Castiglione Del Lago                          | MX2    | Antonio Cairoli    | Stephen Sword      | Antonio Cairoli    |
| 9      | 26 juin 2005      | Grand Prix de France             | Circuit du Puy de Poursay Saint-Jean-d'Angély | MX1    | Ben Townley        | Ben Townley        | Ben Townley        |
| 9      | 26 juin 2005      | Grand Prix de France             | Circuit du Puy de Poursay Saint-Jean-d'Angély | MX2    | David Philippaerts | Anthony Boissière  | David Philippaerts |
| 10     | 3 juillet 2005    | Grand Prix de Suède              | Uddevalla                                     | MX1    | Joshua Coppins     | Joshua Coppins     | Joshua Coppins     |
| 10     | 3 juillet 2005    | Grand Prix de Suède              | Uddevalla                                     | MX2    | Antonio Cairoli    | Antonio Cairoli    | Antonio Cairoli    |
| 11     | 17 juillet 2005   | Grand Prix d'Afrique du Sud      | Sun City                                      | MX1    | Joshua Coppins     | Joshua Coppins     | Joshua Coppins     |
| 11     | 17 juillet 2005   | Grand Prix d'Afrique du Sud      | Sun City                                      | MX2    | Anthony Boissière  | David Philippaerts | David Philippaerts |
| 12     | 31 juillet 2005   | Grand Prix de Wallonie           | Nismes                                        | MX1    | Mickaël Pichon     | Stefan Everts      | Mickaël Pichon     |
| 12     | 31 juillet 2005   | Grand Prix de Wallonie           | Nismes                                        | MX2    | Antonio Cairoli    | Antonio Cairoli    | Antonio Cairoli    |
| 13     | 7 août 2005       | Grand Prix de République tchèque | Loket                                         | MX1    | Stefan Everts      | Kevin Strijbos     | Kevin Strijbos     |
| 13     | 7 août 2005       | Grand Prix de République tchèque | Loket                                         | MX2    | Antonio Cairoli    | Christophe Pourcel | Antonio Cairoli    |
| 14     | 21 août 2005      | Grand Prix d'Allemagne           | Gaildorf                                      | MX1    | Stefan Everts      | Stefan Everts      | Stefan Everts      |
| 14     | 21 août 2005      | Grand Prix d'Allemagne           | Gaildorf                                      | MX2    | Antonio Cairoli    | Antonio Cairoli    | Antonio Cairoli    |
| 15     | 28 août 2005      | Grand Prix d'Angleterre          | Arreton                                       | MX1    | Steve Ramon        | Ben Townley        | Ben Townley        |
| 15     | 28 août 2005      | Grand Prix d'Angleterre          | Arreton                                       | MX2    | Billy McKenzie     | David Philippaerts | Tyla Rattray       |
| 16     | 4 septembre 2005  | Grand Prix des Pays-Bas          | Lierop                                        | MX1    | Stefan Everts      | Stefan Everts      | Stefan Everts      |
| 16     | 4 septembre 2005  | Grand Prix des Pays-Bas          | Lierop                                        | MX2    | Marc De Reuver     | Tyla Rattray       | Tyla Rattray       |
| 17     | 17 septembre 2005 | Grand Prix d'Irlande             | Desert Martin                                 | MX1    | Stefan Everts      | Stefan Everts      | Stefan Everts      |
| 17     | 17 septembre 2005 | Grand Prix d'Irlande             | Desert Martin                                 | MX2    | Marc De Reuver     | Tyla Rattray       | Tyla Rattray       |

### MX3
| Manche | Date              | Grand Prix              | Lieu                 | 1ère manche      | 2ème manche      | Vainqueur du Grand Prix |
| ------ | ----------------- | ----------------------- | -------------------- | ---------------- | ---------------- | ----------------------- |
| 1      | 3 avril 2005      | Grand Prix de France    | Castelnau-de-Lévis   | Marco Dorsch     | Julien Vanni     | Julien Vanni            |
| 2      | 24 avril 2005     | Grand Prix d'Italie     | Asti                 | Michael Staufer  | Avo Leok         | Avo Leok                |
| 3      | 5 mai 2005        | Grand Prix des Pays-Bas | Rhenen               | Sven Breugelmans | Sven Breugelmans | Sven Breugelmans        |
| 4      | 22 mai 2005       | Grand Prix de Lettonie  | Kegums               | Sven Breugelmans | Sven Breugelmans | Sven Breugelmans        |
| 5      | 12 juin 2005      | Grand Prix de Croatie   | Mladina              | Yves Demaria     | Yves Demaria     | Yves Demaria            |
| 6      | 19 juin 2005      | Grand Prix de Slovénie  | Orehova Vas          | Yves Demaria     | Sven Breugelmans | Sven Breugelmans        |
| 7      | 3 juillet 2005    | Grand Prix des Pays-Bas | Markelo              | Sven Breugelmans | Yves Demaria     | Sven Breugelmans        |
| 8      | 10 juillet 2005   | Grand Prix de Belgique  | Lommel               | Bas Verhoeven    | Sven Breugelmans | Bas Verhoeven           |
| 9      | 21 août 2005      | Grand Prix de Suisse    | Roggenburg           | Martin Zerava    | Yves Demaria     | Martin Zerava           |
| 10     | 4 septembre 2005  | Grand Prix d'Autriche   | Schwanenstadt        | Yves Demaria     | Yves Demaria     | Yves Demaria            |
| 11     | 11 septembre 2005 | Grand Prix d'Italie     | Castiglione Del Lago | Yves Demaria     | Yves Demaria     | Yves Demaria            |
| 12     | 18 septembre 2005 | Grand Prix de Bulgarie  | Sevlievo             | Yves Demaria     | Yves Demaria     | Yves Demaria            |

## Classement du Championnat du Monde MX1
| Clas. | Pilote             | Pays               | Constructeur | Nombre de points | Nombre de victoires de GP | Nombre de podiums de GP | Nombre de victoires de manches |
| ----- | ------------------ | ------------------ | ------------ | ---------------- | ------------------------- | ----------------------- | ------------------------------ |
| 1     | Stefan Everts      | Belgique           | Yamaha       | 721              | 8                         | 13                      | 14                             |
| 2     | Joshua Coppins     | Nouvelle-Zélande   | Honda        | 652              | 2                         | 11                      | 4                              |
| 3     | Ben Townley        | Nouvelle-Zélande   | KTM          | 589              | 4                         | 9                       | 5                              |
| 4     | Steve Ramon        | Belgique           | KTM          | 500              |                           | 4                       | 1                              |
| 5     | Mickaël Pichon     | France             | Honda        | 476              | 2                         | 6                       | 6                              |
| 6     | Joël Smets         | Belgique           | Suzuki       | 385              |                           | 5                       | 2                              |
| 7     | Jonathan Barragan  | Espagne            | KTM          | 312              |                           |                         |                                |
| 8     | Pascal Leuret      | France             | Honda        | 306              |                           |                         |                                |
| 9     | Ken De Dycker      | Belgique           | Honda        | 303              |                           |                         |                                |
| 10    | James Noble        | Grande-Bretagne    | Honda        | 302              |                           |                         |                                |
| 11    | Tanel Leok         | Estonie            | Kawasaki     | 299              |                           |                         |                                |
| 12    | Danny Theybers     | Belgique           | Suzuki       | 283              |                           |                         |                                |
| 13    | Brian Jorgensen    | Danemark           | Yamaha       | 281              |                           | 1                       | 1                              |
| 14    | Yoshitaka Atsuta   | Japon              | Suzuki       | 218              |                           |                         |                                |
| 15    | Antti Pyrhonen     | Finlande           | TM           | 216              |                           |                         |                                |
| 16    | Kevin Strijbos     | Belgique           | Suzuki       | 203              | 1                         | 1                       | 1                              |
| 17    | Manuel Priem       | Belgique           | Yamaha       | 161              |                           |                         |                                |
| 18    | Marvin Van Daele   | Belgique           | Honda        | 158              |                           |                         |                                |
| 19    | Paul Cooper        | Grande-Bretagne    | Honda        | 156              |                           |                         |                                |
| 20    | Luigi Seguy        | France             | Yamaha       | 133              |                           |                         |                                |
| 21    | Jussi Vehvilainen  | Finlande           | Honda        | 118              |                           | 1                       |                                |
| 22    | Mark Hucklebridge  | Grande-Bretagne    | Honda        | 117              |                           |                         |                                |
| 23    | Kornel Nemeth      | Hongrie            | Suzuki       | 114              |                           |                         |                                |
| 24    | Antoine Méo        | France             | Husqvarna    | 64               |                           |                         |                                |
| 25    | Lauris Freibergs   | Lettonie           | Suzuki       | 64               |                           |                         |                                |
| 26    | Claudio Federici   | Italie             | Yamaha       | 39               |                           |                         |                                |
| 27    | Javier Garcia Vico | Espagne            | Honda        | 37               |                           |                         |                                |
| 28    | Gordon Crockard    | Irlande            | Yamaha       | 32               |                           |                         |                                |
| 29    | Kenneth Gundersen  | Norvège            | KTM          | 29               |                           |                         |                                |
| 30    | Josef Dobes        | République tchèque | Kawasaki     | 28               |                           |                         |                                |

## Classement du Championnat du Monde MX2
| Clas. | Pilote                 | Pays            | Constructeur | Nombre de points | Nombre de victoires de GP | Nombre de podiums de GP | Nombre de victoires de manches |
| ----- | ---------------------- | --------------- | ------------ | ---------------- | ------------------------- | ----------------------- | ------------------------------ |
| 1     | Antonio Cairoli        | Italie          | Yamaha       | 567              | 6                         | 9                       | 13                             |
| 2     | Andrew McFarlane       | Australie       | Yamaha       | 518              | 3                         | 6                       | 2                              |
| 3     | Alessio Chiodi         | Italie          | Yamaha       | 504              | 1                         | 3                       |                                |
| 4     | David Philippaerts     | Italie          | KTM          | 468              | 2                         | 5                       | 3                              |
| 5     | Christophe Pourcel     | France          | Kawasaki     | 372              |                           | 3                       | 1                              |
| 6     | Billy McKenzie         | Grande-Bretagne | Yamaha       | 356              | 1                         | 4                       | 3                              |
| 7     | Cédric Melotte         | Belgique        | Yamaha       | 352              |                           | 4                       |                                |
| 8     | Carl Nunn              | Grande-Bretagne | KTM          | 343              |                           | 3                       | 1                              |
| 9     | Stephen Sword          | Grande-Bretagne | Kawasaki     | 310              |                           | 3                       | 2                              |
| 10    | Rui Goncalves          | Portugal        | Yamaha       | 301              |                           |                         |                                |
| 11    | Davide Guarneri        | Italie          | Yamaha       | 288              |                           | 1                       | 1                              |
| 12    | Mickaël Maschio        | France          | Yamaha       | 277              |                           |                         |                                |
| 13    | Anthony Boissière      | France          | Yamaha       | 245              |                           | 1                       | 2                              |
| 14    | Patrick Caps           | Belgique        | Honda        | 245              |                           |                         |                                |
| 15    | Tyla Rattray           | Afrique du Sud  | KTM          | 226              | 4                         | 4                       | 4                              |
| 16    | Maximilian Nagl        | Allemagne       | KTM          | 194              |                           |                         |                                |
| 17    | Aigar Leok             | Estonie         | KTM          | 191              |                           | 1                       |                                |
| 18    | Mateo Bonini           | Italie          | Honda        | 184              |                           |                         |                                |
| 19    | Manuel Monni           | Italie          | KTM          | 139              |                           | 1                       |                                |
| 20    | Marc De Reuver         | Pays-Bas        | KTM          | 134              |                           | 2                       | 2                              |
| 21    | Gareth Swanepoel       | Afrique du Sud  | Kawasaki     | 126              |                           |                         |                                |
| 22    | Tom Church             | Grande-Bretagne | Kawasaki     | 122              |                           |                         |                                |
| 23    | Pierre-Alexandre Renet | France          | Yamaha       | 119              |                           |                         |                                |
| 24    | Matti Seistola         | Finlande        | Honda        | 117              |                           |                         |                                |
| 25    | Sébastien Pourcel      | France          | Kawasaki     | 106              |                           | 1                       |                                |
| 26    | Wyatt Avis             | Afrique du Sud  | Honda        | 101              |                           |                         |                                |
| 27    | Erik Eggens            | Pays-Bas        | Honda        | 94               |                           |                         |                                |
| 28    | Nicolas Aubin          | France          | Yamaha       | 85               |                           |                         |                                |
| 29    | Jason Dougan           | Grande-Bretagne | Suzuki       | 54               |                           |                         |                                |
| 30    | Wayne Smith            | Grande-Bretagne | Honda        | 32               |                           |                         |                                |

## Classement du Championnat du Monde MX3
| Clas. | Pilote            | Pays               | Constructeur | Nombre de points | Nombre de victoires de GP | Nombre de podiums de GP | Nombre de victoires de manches |
| ----- | ----------------- | ------------------ | ------------ | ---------------- | ------------------------- | ----------------------- | ------------------------------ |
| 1.    | Sven Breugelmans  | Belgique           | KTM          | 414              | 4                         | 7                       | 7                              |
| 2.    | Yves Demaria      | France             | KTM          | 398              | 4                         | 6                       | 11                             |
| 3.    | Julien Bill       | Suisse             | KTM          | 398              |                           | 8                       |                                |
| 4.    | Aigars Bobkovs    | Lettonie           | Yamaha       | 279              |                           | 2                       |                                |
| 5.    | Enrico Oddenino   | Italie             | Suzuki       | 229              |                           |                         |                                |
| 6.    | Martin Zerava     | République tchèque | Yamaha       | 219              | 1                         | 2                       | 1                              |
| 7.    | Michael Staufer   | Autriche           | KTM          | 182              |                           | 1                       | 1                              |
| 8.    | Saso Kragelj      | Slovénie           | Yamaha       | 164              |                           | 1                       |                                |
| 9.    | Bas Verhoeven     | Pays-Bas           | Honda        | 148              | 1                         | 1                       | 1                              |
| 10.   | Felice Compagnone | Italie             | Yamaha       | 145              |                           |                         |                                |
| 11    | Nenad Sipek       | Croatie            | Yamaha       | 139              |                           |                         |                                |
| 12    | Michal Kadlecek   | République tchèque | Yamaha       | 137              |                           | 1                       |                                |
| 13    | Marco Dorsch      | Allemagne          | Yamaha       | 130              |                           | 1                       | 1                              |
| 14    | Jaka Moze         | Slovénie           | Honda        | 119              |                           |                         |                                |
| 15    | Christian Beggi   | Italie             | Honda        | 116              |                           | 1                       |                                |
| 16    | Marc Ristori      | Suisse             | Honda        | 110              |                           | 1                       |                                |
| 17    | Johny Lindhe      | Suède              | KTM          | 104              |                           | 1                       |                                |
| 18    | Miroslav Kucirek  | République tchèque | Honda        | 101              |                           |                         |                                |
| 19    | Kristof Salaets   | Belgique           | Husqvarna    | 95               |                           |                         |                                |
| 20    | Oswald Reisinger  | Autriche           | Honda        | 94               |                           |                         |                                |
| 21    | Alex Salvini      | Italie             | KTM          | 86               |                           |                         |                                |
| 22    | Magnus Lindfors   | Suède              | Yamaha       | 80               |                           |                         |                                |
| 23    | Alvaro Lozano     | Espagne            | TM           | 73               |                           |                         |                                |
| 24    | Cristof Godrie    | Belgique           | Honda        | 71               |                           | 1                       |                                |
| 25    | David Cadek       | République tchèque | KTM          | 63               |                           |                         |                                |
| 26    | Julien Vanni      | France             | Honda        | 55               | 1                         | 1                       | 1                              |
| 27    | Patrick Walther   | Suisse             | Yamaha       | 52               |                           |                         |                                |
| 28    | Luca Cherubini    | Italie             | Suzuki       | 50               |                           |                         |                                |
| 29    | Petr Mazaric      | République tchèque | Honda        | 50               |                           |                         |                                |
| 30    | Avo Leok          | Estonie            | Suzuki       | 48               | 1                         | 1                       | 1                              |